# Artistique-Europameisterschaft 1997

Logo CEB (ausrichtender Verband)

Die Billard-Artistique-Europameisterschaft 1997 war das 38. Turnier in dieser Disziplin des Karambolagebillards und fand vom 1. bis zum 4. Mai 1997 in Çeşme statt.

## Modus
Qualifikation (2 Gewinnsätze) mit vier Gruppen à vier Spieler. Die beiden Gruppenbesten (also acht Spieler) qualifizierten sich für das Hauptturnier.

Im Hauptturnier (3 Gewinnsätze) vier Gruppen à vier Spieler. Hier kommen zu den acht qualifizierten Spielern acht gesetzte Spieler dazu.

Die beiden Gruppenbesten qualifizierten sich für die K.-o.-Runde.

Gewertet wurde wie folgt:
1. MP = Match-Punkte
2. SP = Satz-Punkte
3. % = Prozentual gelöste Figuren

### Qualifikation
| Abschlusstabelle Gruppe A | Abschlusstabelle Gruppe A | Abschlusstabelle Gruppe A | Abschlusstabelle Gruppe A | Abschlusstabelle Gruppe A | Abschlusstabelle Gruppe A | Abschlusstabelle Gruppe A | Abschlusstabelle Gruppe A | Abschlusstabelle Gruppe A |
| Platz                     | Name                      | MP                        | SP                        | Pkt                       | Vers.                     | %                         | Best %                    |                           |
| ------------------------- | ------------------------- | ------------------------- | ------------------------- | ------------------------- | ------------------------- | ------------------------- | ------------------------- | ------------------------- |
| 1                         | Xavier Fonellosa          | 6:0                       | 6:1                       | 346                       | 451                       | 76,71 %                   | 80,00 %                   |                           |
| 2                         | Haci Arap Yaman           | 4:2                       | 5:3                       | 332                       | 511                       | 64,97 %                   | 83,45 %                   |                           |
| 3                         | Ger Holka                 | 2:4                       | 2:5                       | 261                       | 428                       | 60,98 %                   | 60,00 %                   |                           |
| 4                         | Sander Jonen              | 0:6                       | 2:6                       | 276                       | 539                       | 51,20 %                   | –                         |                           |

| Abschlusstabelle Gruppe B | Abschlusstabelle Gruppe B | Abschlusstabelle Gruppe B | Abschlusstabelle Gruppe B | Abschlusstabelle Gruppe B | Abschlusstabelle Gruppe B | Abschlusstabelle Gruppe B | Abschlusstabelle Gruppe B | Abschlusstabelle Gruppe B |
| Platz                     | Name                      | MP                        | SP                        | Pkt                       | Vers.                     | %                         | Best %                    |                           |
| ------------------------- | ------------------------- | ------------------------- | ------------------------- | ------------------------- | ------------------------- | ------------------------- | ------------------------- | ------------------------- |
| 1                         | Walter Bax                | 6:0                       | 6:0                       | 250                       | 420                       | 62,12 %                   | 75,71 %                   |                           |
| 2                         | Jaume Norberto            | 2:4                       | 2:5                       | 290                       | 490                       | 59,18 %                   | 60,00 %                   |                           |
| 3                         | Juan-Carlos Cuadrado      | 2:4                       | 3:4                       | 259                       | 488                       | 53,07 %                   | 71,42 %                   |                           |
| 4                         | Fernando dos Santos       | 2:4                       | 3:5                       | 269                       | 548                       | 49,08 %                   | 62,12 %                   |                           |

| Abschlusstabelle Gruppe C | Abschlusstabelle Gruppe C | Abschlusstabelle Gruppe C | Abschlusstabelle Gruppe C | Abschlusstabelle Gruppe C | Abschlusstabelle Gruppe C | Abschlusstabelle Gruppe C | Abschlusstabelle Gruppe C | Abschlusstabelle Gruppe C |
| Platz                     | Name                      | MP                        | SP                        | Pkt                       | Vers.                     | %                         | Best %                    |                           |
| ------------------------- | ------------------------- | ------------------------- | ------------------------- | ------------------------- | ------------------------- | ------------------------- | ------------------------- | ------------------------- |
| 1                         | Serdar Gümüş              | 4:2                       | 5:3                       | 370                       | 553                       | 66,90 %                   | 73,98 %                   |                           |
| 2                         | Bernd Singer              | 4:2                       | 4:2                       | 238                       | 415                       | 57,34 %                   | 66,15 %                   |                           |
| 3                         | Jan Osterloh              | 2:4                       | 3:5                       | 316                       | 563                       | 56,12 %                   | 66,51 %                   |                           |
| 4                         | Frédéric André            | 2:4                       | 3:5                       | 335                       | 598                       | 56,02 %                   | 56,09 %                   |                           |

| Abschlusstabelle Gruppe D | Abschlusstabelle Gruppe D | Abschlusstabelle Gruppe D | Abschlusstabelle Gruppe D | Abschlusstabelle Gruppe D | Abschlusstabelle Gruppe D | Abschlusstabelle Gruppe D | Abschlusstabelle Gruppe D | Abschlusstabelle Gruppe D |
| Platz                     | Name                      | MP                        | SP                        | Pkt                       | Vers.                     | %                         | Best %                    |                           |
| ------------------------- | ------------------------- | ------------------------- | ------------------------- | ------------------------- | ------------------------- | ------------------------- | ------------------------- | ------------------------- |
| 1                         | Raymond Steylaerts        | 6:0                       | 6:0                       | 233                       | 405                       | 57,53 %                   | 60,66 %                   |                           |
| 2                         | Willy Daelman             | 4:2                       | 4:2                       | 236                       | 375                       | 62,93 %                   | 84,21 %                   |                           |
| 3                         | Jürgen Eickholt           | 2:4                       | 2:5                       | 147                       | 420                       | 35,00 %                   | 50,73 %                   |                           |
| 4                         | Bernd Katschelhofer       | 0:6                       | 1:6                       | 237                       | 488                       | 48,56 %                   | –                         |                           |

## Hauptturnier

### Gruppenphase
| 1 | Madou Touré      | 6:0 | 9:3 | 572 | 768 | 74,47 % | 81,78 % |
| 2 | Xavier Fonellosa | 2:4 | 5:6 | 535 | 723 | 73,99 % | 82,77 % |
| 3 | Jaume Norberto   | 2:4 | 7:7 | 703 | 986 | 71,29 % | 72,89 % |
| 4 | Yilmaz Özcan     | 2:4 | 3:8 | 358 | 712 | 50,28 % | 65,08 % |

| Abschlusstabelle Gruppe B | Abschlusstabelle Gruppe B | Abschlusstabelle Gruppe B | Abschlusstabelle Gruppe B | Abschlusstabelle Gruppe B | Abschlusstabelle Gruppe B | Abschlusstabelle Gruppe B | Abschlusstabelle Gruppe B | Abschlusstabelle Gruppe B |
| Platz                     | Name                      | MP                        | SP                        | Pkt                       | Vers.                     | %                         | Best %                    |                           |
| ------------------------- | ------------------------- | ------------------------- | ------------------------- | ------------------------- | ------------------------- | ------------------------- | ------------------------- | ------------------------- |
| 1                         | Jean Reverchon            | 6:0                       | 9:3                       | 606                       | 801                       | 75,65 %                   | 84,53 %                   |                           |
| 2                         | Walter Bax                | 4:2                       | 8:4                       | 553                       | 828                       | 66,78 %                   | 74,07 %                   |                           |
| 3                         | Bernd Singer              | 2:4                       | 5:6                       | 444                       | 719                       | 61,75 %                   | 66,86 %                   |                           |
| 4                         | Manfred Hekerle           | 0:6                       | 0:9                       | 257                       | 599                       | 42,90 %                   | –                         |                           |

| Abschlusstabelle Gruppe C | Abschlusstabelle Gruppe C | Abschlusstabelle Gruppe C | Abschlusstabelle Gruppe C | Abschlusstabelle Gruppe C | Abschlusstabelle Gruppe C | Abschlusstabelle Gruppe C | Abschlusstabelle Gruppe C | Abschlusstabelle Gruppe C |
| Platz                     | Name                      | MP                        | SP                        | Pkt                       | Vers.                     | %                         | Best %                    |                           |
| ------------------------- | ------------------------- | ------------------------- | ------------------------- | ------------------------- | ------------------------- | ------------------------- | ------------------------- | ------------------------- |
| 1                         | Raymond Steylaerts        | 4:2                       | 8:5                       | 565                       | 893                       | 63,26 %                   | 66,47 %                   |                           |
| 2                         | Willy Daelman             | 4:2                       | 8:5                       | 673                       | 915                       | 73,55 %                   | 85,75 %                   |                           |
| 3                         | Ruud de Vos               | 2:4                       | 4:6                       | 411                       | 658                       | 62,46 %                   | 80,00 %                   |                           |
| 4                         | Thomas Ahrens             | 2:4                       | 4:8                       | 614                       | 885                       | 69,37 %                   | 64,78 %                   |                           |

| Abschlusstabelle Gruppe D | Abschlusstabelle Gruppe D | Abschlusstabelle Gruppe D | Abschlusstabelle Gruppe D | Abschlusstabelle Gruppe D | Abschlusstabelle Gruppe D | Abschlusstabelle Gruppe D | Abschlusstabelle Gruppe D | Abschlusstabelle Gruppe D |
| Platz                     | Name                      | MP                        | SP                        | Pkt                       | Vers.                     | %                         | Best %                    |                           |
| ------------------------- | ------------------------- | ------------------------- | ------------------------- | ------------------------- | ------------------------- | ------------------------- | ------------------------- | ------------------------- |
| 1                         | Serdar Gümüş              | 4:2                       | 8:6                       | 676                       | 890                       | 75,95 %                   | 79,11 %                   |                           |
| 2                         | Amando Staes              | 4:2                       | 7:4                       | 471                       | 715                       | 65,87 %                   | 74,51 %                   |                           |
| 3                         | Jordi Oliver              | 2:4                       | 5:8                       | 528                       | 843                       | 62,63 %                   | 76,92 %                   |                           |
| 4                         | Haci Arap Yaman           | 2:4                       | 5:7                       | 485                       | 786                       | 61,70 %                   | 69,96 %                   |                           |

### KO-Phase
Legende: MP/SP/%

|  | Viertelfinale | Viertelfinale      | Viertelfinale | Viertelfinale | Viertelfinale |         |                | Halbfinale     | Halbfinale | Halbfinale | Halbfinale | Halbfinale |  |  | Finale | Finale | Finale | Finale | Finale |
|  |               |                    |               |               |               |         |                |                |            |            |            |            |  |  |        |        |        |        |        |
|  | 1             | Jean Reverchon     | 2             | 3             | 82,82 %       |         |                |                |            |            |            |            |  |  |        |        |        |        |        |
|  | 8             | Xavier Fonellosa   | 0             | 0             | 63,94 %       |         |                |                |            |            |            |            |  |  |        |        |        |        |        |
|  | 8             | Xavier Fonellosa   | 0             | 0             | 63,94 %       |         | Jean Reverchon | 2              | 3          | 74,07 %    |            |            |  |  |        |        |        |        |        |
|  |               |                    |               |               |               |         | Jean Reverchon | 2              | 3          | 74,07 %    |            |            |  |  |        |        |        |        |        |
|  |               |                    | Madou Touré   | 0             | 2             | 71,56 % |                |                |            |            |            |            |  |  |        |        |        |        |        |
|  | 4             | Madou Touré        | Madou Touré   | 0             | 2             | 71,56 % | 2              | 3              | 58,00 %    |            |            |            |  |  |        |        |        |        |        |
|  | 4             | Madou Touré        |               |               |               |         |                | 3              | 58,00 %    |            |            |            |  |  |        |        |        |        |        |
|  | 5             | Raymond Steylaerts | 0             | 1             | 55,51 %       |         |                |                |            |            |            |            |  |  |        |        |        |        |        |
|  |               |                    |               |               |               |         |                | Jean Reverchon | 0          | 0          | 63,88 %    |            |  |  |        |        |        |        |        |
|  |               |                    | Walter Bax    | 2             | 3             | 87,95 % |                |                |            |            |            |            |  |  |        |        |        |        |        |
|  | 3             | Walter Bax         | 2             | 3             | 76,42 %       |         |                |                |            |            |            |            |  |  |        |        |        |        |        |
|  | 6             | Willy Daelman      | 0             | 1             | 64,61 %       |         |                |                |            |            |            |            |  |  |        |        |        |        |        |
|  | 6             | Willy Daelman      | 0             | 1             | 64,61 %       |         | Walter Bax     | 2              | 3          | 78,72 %    |            |            |  |  |        |        |        |        |        |
|  |               |                    |               |               |               |         | Walter Bax     | 2              | 3          | 78,72 %    |            |            |  |  |        |        |        |        |        |
|  |               |                    | Serdar Gümüş  | 0             | 0             | 53,53 % |                |                |            |            |            |            |  |  |        |        |        |        |        |
|  | 2             | Serdar Gümüş       | Serdar Gümüş  | 0             | 0             | 53,53 % | 2              | 3              | 70,39 %    |            |            |            |  |  |        |        |        |        |        |
|  | 2             | Serdar Gümüş       |               |               |               |         |                | 3              | 70,39 %    |            |            |            |  |  |        |        |        |        |        |
|  | 7             | Amando Staes       | 0             | 1             | 55,51 %       |         |                |                |            |            |            |            |  |  |        |        |        |        |        |

## Abschlusstabelle
| Phase                                                | Platz | Name                 | MP   | SP    | Punkte | mögl. Punkte | %       | Best %  |
| ---------------------------------------------------- | ----- | -------------------- | ---- | ----- | ------ | ------------ | ------- | ------- |
| Finale                                               | 1     | Walter Bax           | 10:2 | 17:5  | 1070   | 1470         | 72,78 % | 87,95 % |
| Finale                                               | 2     | Jean Reverchon       | 10:2 | 15:8  | 1125   | 1503         | 74,85 % | 84,53 % |
| Halb- finale                                         | 3     | Madou Touré          | 8:2  | 14:7  | 980    | 1381         | 70,23 % | 81,78 % |
| Halb- finale                                         | 3     | Serdar Gümüş         | 6:4  | 11:10 | 967    | 1351         | 71,57 % | 79,11 % |
| Viertel- finale                                      | 5     | Willy Daelman        | 4:4  | 9:8   | 841    | 1175         | 71,57 % | 85,75 % |
| Viertel- finale                                      | 6     | Amando Staes         | 4:4  | 8:7   | 617    | 978          | 63,08 % | 74,51 % |
| Viertel- finale                                      | 7     | Raymond Steylaerts   | 4:4  | 9:8   | 726    | 1183         | 61,36 % | 66,47 % |
| Viertel- finale                                      | 8     | Xavier Fonellosa     | 2:6  | 5:9   | 668    | 931          | 71,75 % | 82,77 % |
| Gruppen- Phase                                       | 9     | Jaume Norberto       | 2:4  | 7:7   | 703    | 986          | 71,29 % | 72,89 % |
| Gruppen- Phase                                       | 10    | Bernd Singer         | 2:4  | 5:6   | 444    | 719          | 61,75 % | 66,86 % |
| Gruppen- Phase                                       | 11    | Ruud de Vos          | 2:4  | 4:6   | 411    | 658          | 62,46 % | 80,00 % |
| Gruppen- Phase                                       | 12    | Jordi Oliver         | 2:4  | 5:8   | 528    | 843          | 62,63 % | 76,92 % |
| Gruppen- Phase                                       | 13    | Haci Arap Yaman      | 2:4  | 5:7   | 485    | 786          | 61,70 % | 69,96 % |
| Gruppen- Phase                                       | 14    | Thomas Ahrens        | 2:4  | 4:8   | 614    | 885          | 69,37 % | 64,78 % |
| Gruppen- Phase                                       | 15    | Yilmaz Özcan         | 2:4  | 3:8   | 358    | 712          | 50,28 % | 65,08 % |
| Gruppen- Phase                                       | 16    | Manfred Hekerle      | 0:6  | 0:9   | 257    | 599          | 42,90 % | –       |
| Quali- fikation                                      | 17    | Juan-Carlos Cuadrado | 2:4  | 3:4   | 259    | 488          | 53,07 % | 71,42 % |
| Quali- fikation                                      | 18    | Jan Osterloh         | 2:4  | 3:5   | 316    | 563          | 56,12 % | 66,51 % |
| Quali- fikation                                      | 19    | Ger Holka            | 2:4  | 2:5   | 261    | 428          | 60,98 % | 60,00 % |
| Quali- fikation                                      | 20    | Jürgen Eickholt      | 2:4  | 2:5   | 147    | 420          | 35,00 % | 50,73 % |
| Quali- fikation                                      | 21    | Frédéric André       | 2:4  | 3:5   | 335    | 598          | 56,02 % | 56,09 % |
| Quali- fikation                                      | 22    | Fernando dos Santos  | 2:4  | 3:5   | 269    | 548          | 49,08 % | 62,12 % |
| Quali- fikation                                      | 23    | Sander Jonen         | 0:6  | 2:6   | 276    | 539          | 51,20 % | –       |
| Quali- fikation                                      | 24    | Bernd Katschelhofer  | 0:6  | 1:6   | 237    | 488          | 48,56 % | –       |
| Turnierdurchschnitt: Endrunde: 66,73 / Gesamt: 63,63 |       |                      |      |       |        |              |         |         |